# معركة إسلي (1250)
معركة إيسلي هي معركة وقعت سنة 1250م، عندما هزمت القوات المرينية لأبي يحيى بن عبد الحق المريني الجيش الزياني بقيادة يغمراس بن زيان. سميت بهذا الاسم نسبة إلى وادي إسلي الذي جرت على أطرافه بالقرب من وجدة.

## سياق وظروف المعركة
في عام 1248، استولى المرينيون على مدينة فاس بعد حصار المدينة. فشل الموحدون الذين كانوا في حالة ضعف كبير في فك الحصار عن فاس وإنقاذها، مما دفع سكانها إلى الاعتراف بسلطة أبي يحيى بن عبد الحق، هذا الأخير منح الأمان وطمئن السكان والجنود معا الذين أعلنوا الاستسلام على أرواحهم، وذلك بهدف الحفاظ على ثكنة الموحدين في المدينة. غادر أبو يحيى بعد تعيين السعود بن خرباش واليا على فاس ، باتجاه فزاز للاستيلاء على بلاد زناتة. نجح في انتزاع تازة من الموحدين، كما أخضع بعض القبائل الزناتية في المنطقة.
لكن رحلته توقفت عندما علم بثورة سكان فاس بدعم من جنود الموحدين السابقين، ومن بينهم حوالي 200 من المسيحيين المساندين للموحدين. سببت هذه الثورة مقتل السعود بن خرباش والي المدينة التي سقط من جديد بيد الموحدين.
دفعت هذه المستجدات أبي يحيى إلى التحرك على الفور في اتجاه فاس ومحاصرتها، إذ لم يتمكن الخليفة الموحدي أبو حفص عمر المرتضى من مساعدة أنصار الموحدين بالمدينة لما كان عليه من الضعف والوهن ، وهو ما دفعه إلى طلب المساعدة من يغمراسن بن زيان، الذي أقام مملكته في تلمسان ، والذي كان يحلم بغزو المغرب.

## مجريات المعركة
عندما بلغ إلى علمه زحف يغمراسن بن زيان لإنقاذ فاس، ترك أبو يحيى بن عبد الحق جزءًا من جيشه يواصل الحصار على فاس ، وانطلق رفقة جزء آخر باتجاه تلمسان عاصمة يغمراسن وبوصوله إلى أطراف واد إيسلي بالقرب من وجدة اصطدم الجيش المريني بالقوات الزيانية. بعد معركة شرسة هُزم الزيانيون، وهرب يغمراسن عائدا أدراجه نحو تلمسان تاركا معسكره الذي غنم منه أبو يحيى غنائم كثيرة، قبل أن يقفل راجعا لمواصلة حصار فاس.